# HD 13931
Désignations
HD 13931 est une étoile de la constellation d'Andromède. Elle peut être observée avec des jumelles ou un petit télescope mais est trop faible pour être vu à l'œil nu, ayant une magnitude apparente de 7,60. L'étoile est située à une distance de 154 années-lumière de la Terre, déterminée par la parallaxe, et s'éloigne du Système solaire à une vitesse radiale de +31 km/s.

## Caractéristiques
HD 13931 est une étoile naine jaune ordinaire de type spectral G0V, ce qui indique que, comme le Soleil, elle génère son énergie par la fusion de l'hydrogène dans son noyau. Elle est légèrement plus grande, plus chaude, plus brillante et plus massive que le Soleil. La teneur en métaux est environ 8 % supérieure à celle du Soleil, et elle a une chromosphère magnétiquement inactive. L'étoile est âgée d'environ 6,8 milliards d'années et elle tourne sur elle-même avec une période de rotation d'environ 26 jours.

## Planète
En 2009, une planète géante à très longue période et plus massive que Jupiter, HD 13931 b, a été trouvée en orbite autour de l'étoile en mesurant ses changements de vitesse radiale. Cette planète met 11,55 ans pour effectuer son orbite. Elle est située à une distance de 5,15 ua (770 Gm) de l'étoile. L'excentricité de la planète (0,02) est à peu près la même que celle de la Terre. En 2023, l'inclinaison et la masse vraie de HD 13931 b ont été mesurées par astrométrie.
| Planète | Masse           | Demi-grand axe (ua) | Période orbitale (jours) | Excentricité | Inclinaison            | Rayon |
| ------- | --------------- | ------------------- | ------------------------ | ------------ | ---------------------- | ----- |
| b       | 3,1+0,8 −0,7 MJ | 5,33 ± 0,09         | 4 442+49 −46             | < 0,04       | 39+13 −8 ou 141+9 −18° |       |

## Zone habitable
Selon une étude de 2018, le système de HD 13931 est l'analogue du Système solaire le plus prometteur connu, car il possède une étoile similaire au Soleil et une planète dont la masse et le demi-grand axe sont similaires à Jupiter. Ces caractéristiques donnent une probabilité de près de 75 % pour l'existence d'une zone habitable dynamiquement stable, où une planète semblable à la Terre pourrait exister et héberger la vie.